# Університет Буенос-Айреса
Університет Буенос-Айреса (ісп. Universidad de Buenos Aires (UBA) — найбільший університет Аргентини і один з найпрестижніших в Латинській Америці. Заснований 12 серпня 1821 року у місті Буенос-Айресі.
Як і решта національних університетів Аргентини, фінансується державою, але є автономним, відокремленим від церкви і надає безкоштовне навчання. Має власну систему самоврядування, до якої входять представники професорського складу, студентів і аспірантів.
Близько 30% наукових досліджень Аргентини проводиться в Університеті Буенос-Айреса. Четверо з п'яти аргентинських лауреатів Нобелівської премії були студентами і професорами цього закладу. Також в університеті навчалися 15 аргентинських президентів.

## Склад

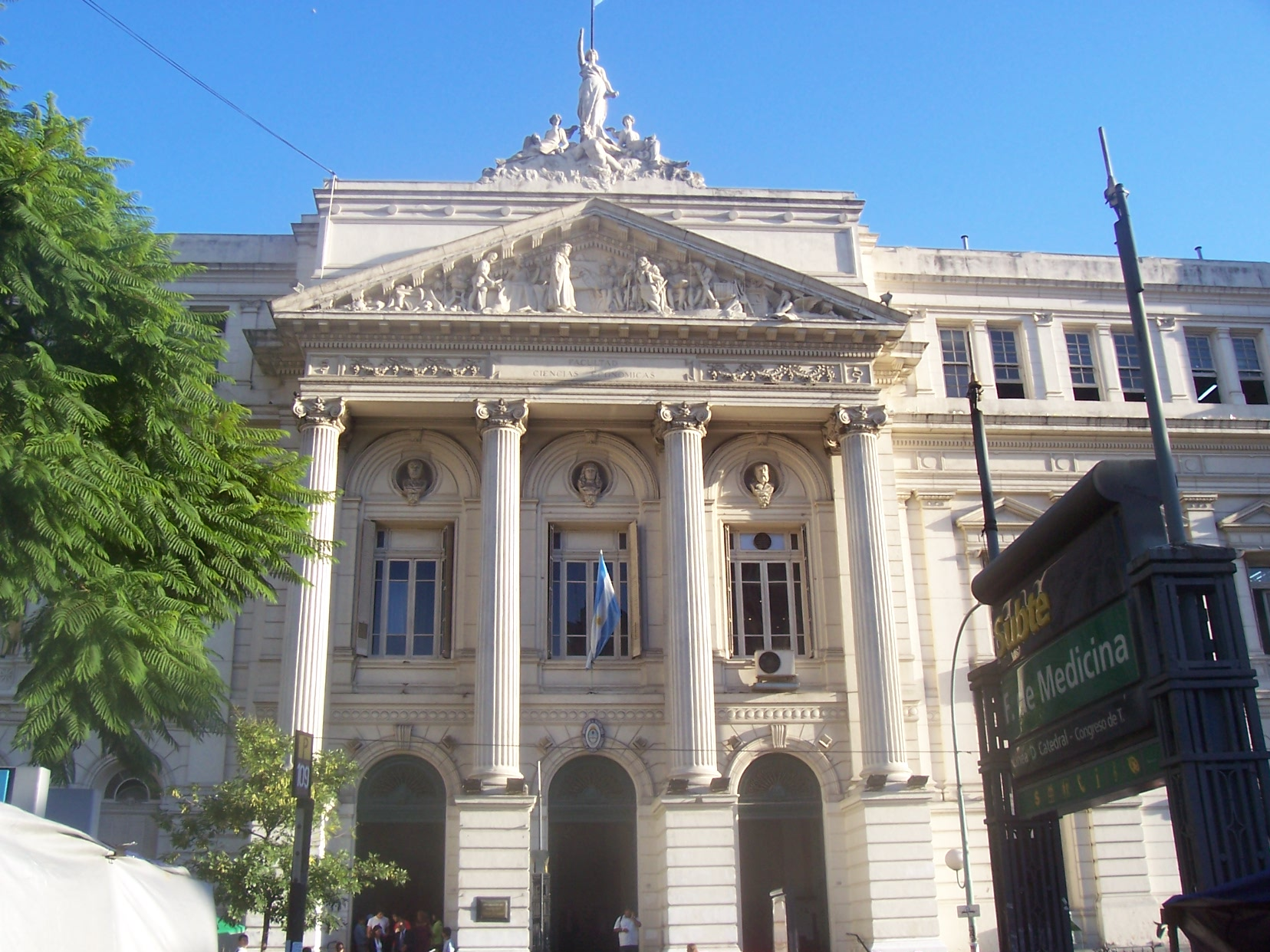
Факультет економіки

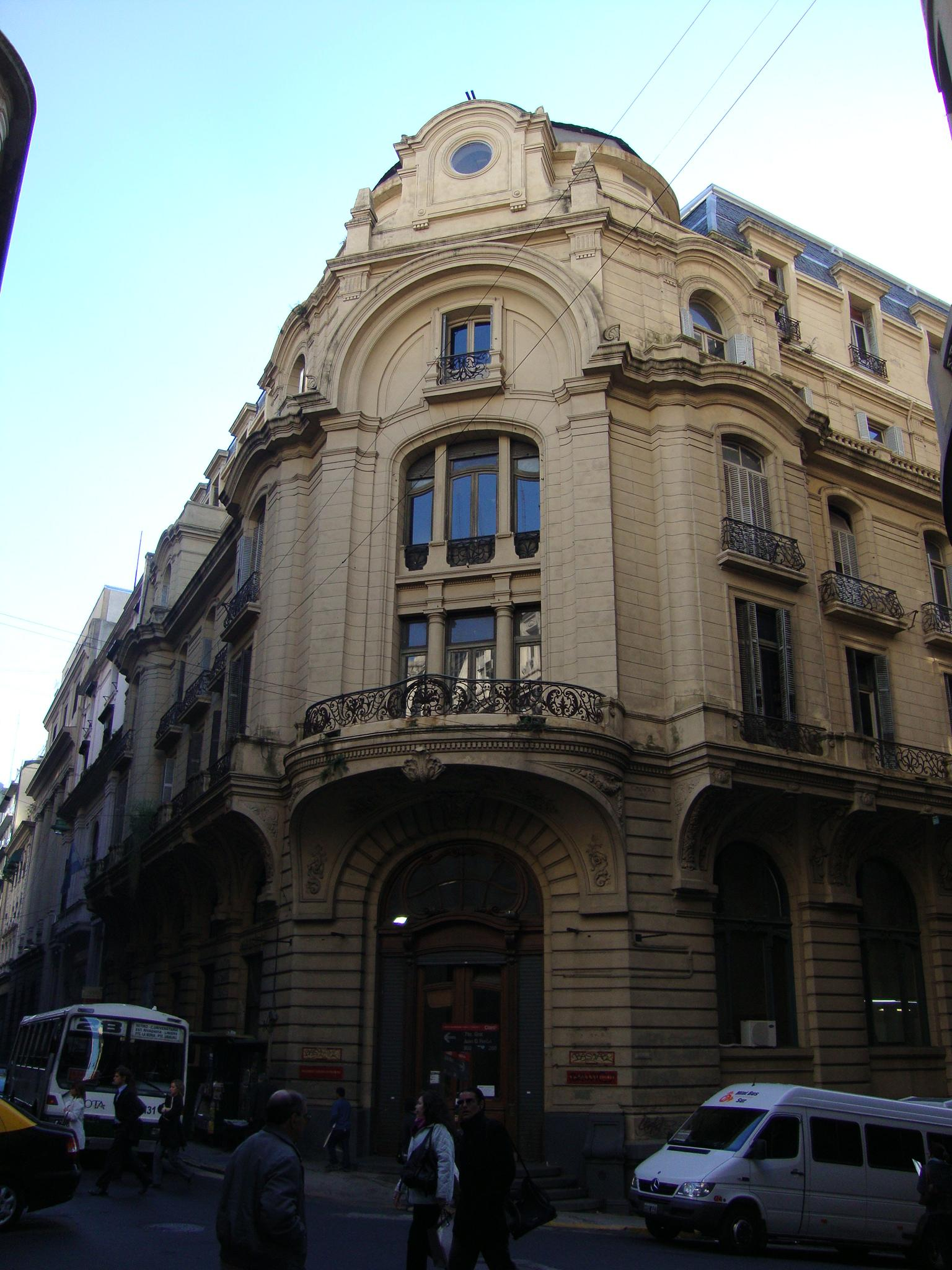
Факультет філософії і гуманітарних наук

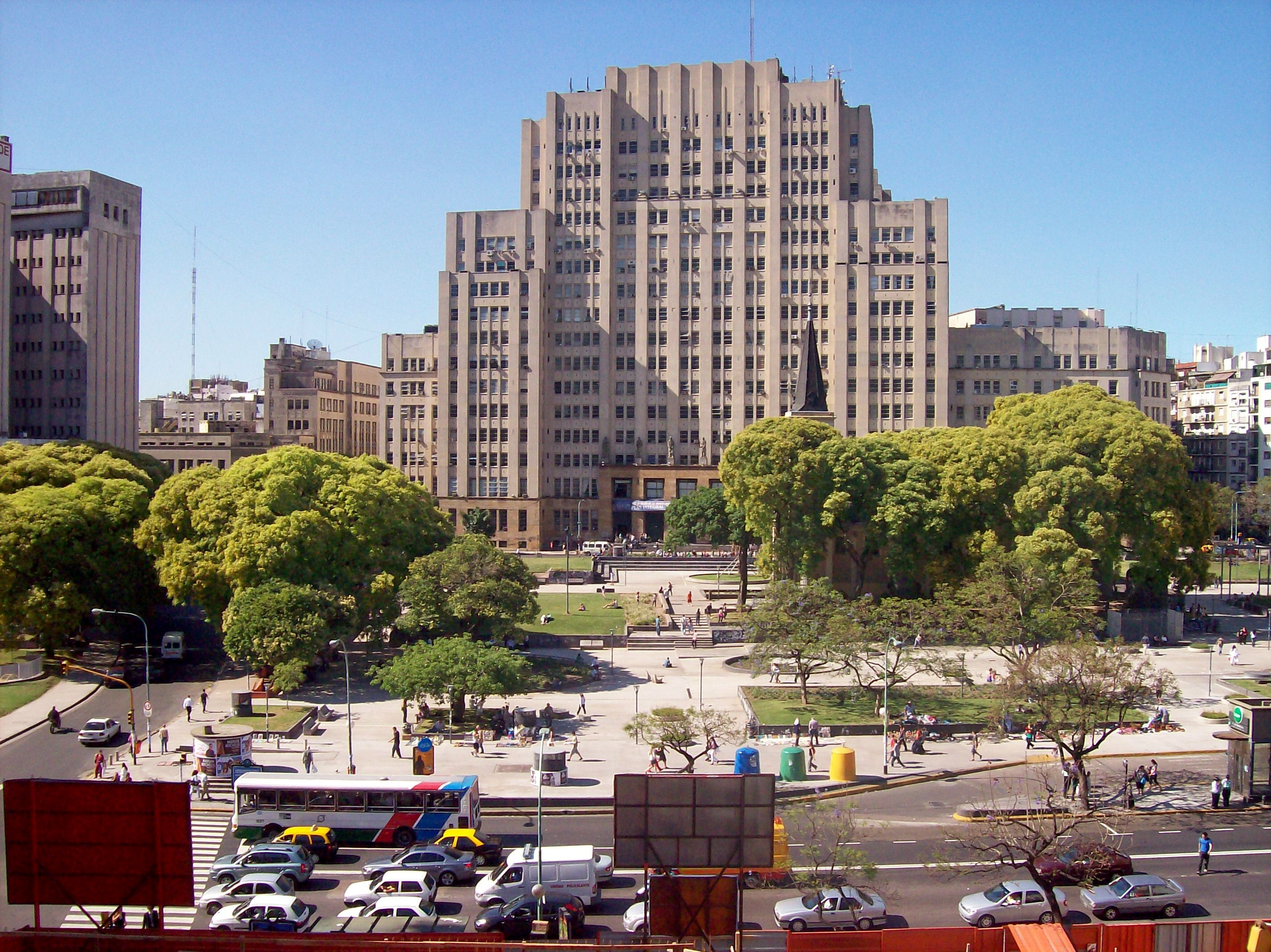
Факультет медицини

Університет Буенос-Айреса складається з 13 факультетів, відділення Циклу Загальної Освіти (ісп. Ciclo Básico Común), Національного коледжу Буенос-Айреса, Вищої школи комерції ім. Карлоса Пеллегріні, Вільного інституту другої освіти, Школи професійно-технічної освіти у галузях сільського господарства і харчової промисловості, восьми регіональних відділень, Культурного центру ім. Рікардо Рохаса, університетського видавництва, 15 музеїв.
На 2006 рік в університеті нараховувалося 72 спеціальності, які читали 28 490 викладачів. 

### Факультети
Факультети УБА:
- Агрономії
- Архітектури, дизайну й урбаністики
- Економічних наук
- Точних і природничих наук
- Суспільствознавства
- Ветеринарних наук
- Права
- Фармації і біохімії
- Філософії і гуманітарних наук
- Інженерії
- Медицини
- Стоматології
- Психології

### Шпиталі

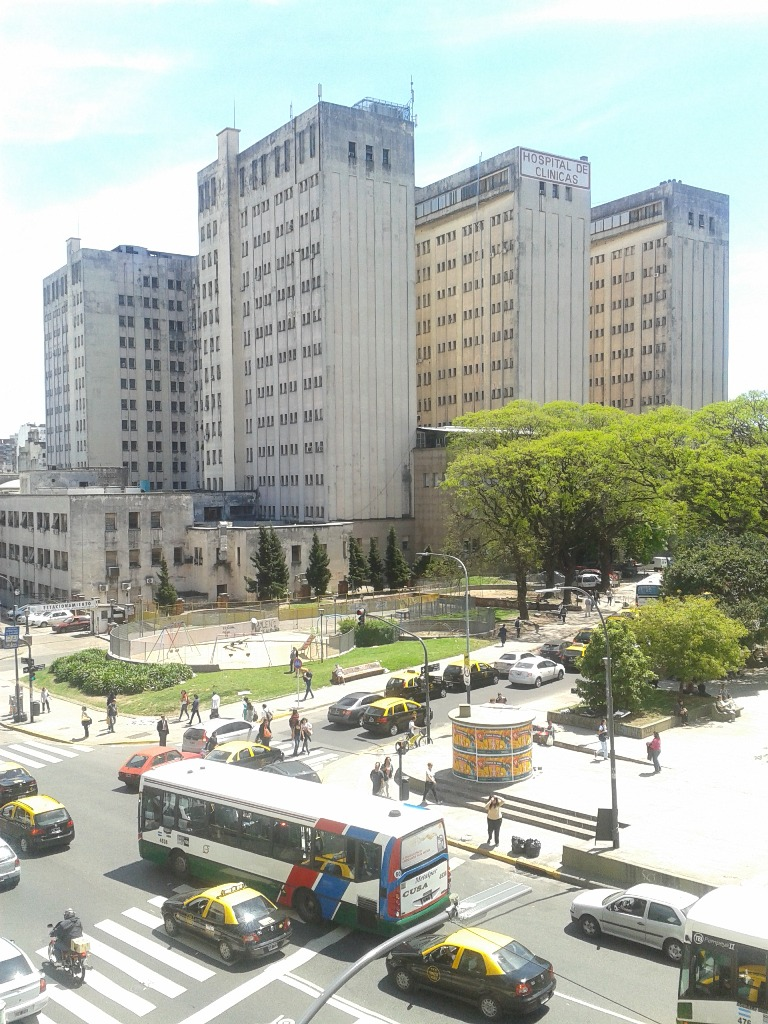
Клінічний шпиталь «Хосе де Сан-Мартін»

Університет має власну мережу шпиталів, до якої входять такі установи:
- Інститут медичних досліджень «Альфредо Ланарі»
- Інститут онкології «Анхель Роффо»
- Інститут фтизіатрії «Рауль Ф. Вакарецца»
- Клінічний шпиталь «Хосе де Сан-Мартін»
- Школа-шпиталь факультету ветеринарних наук
- Університетський стоматологічний шпиталь

### Музеї
Музеї УБА:
- Музей фармації
- Музей патології
- Музей мінералогії
- Етнографічний музей
- Музей математики
- Музей лікарських рослин

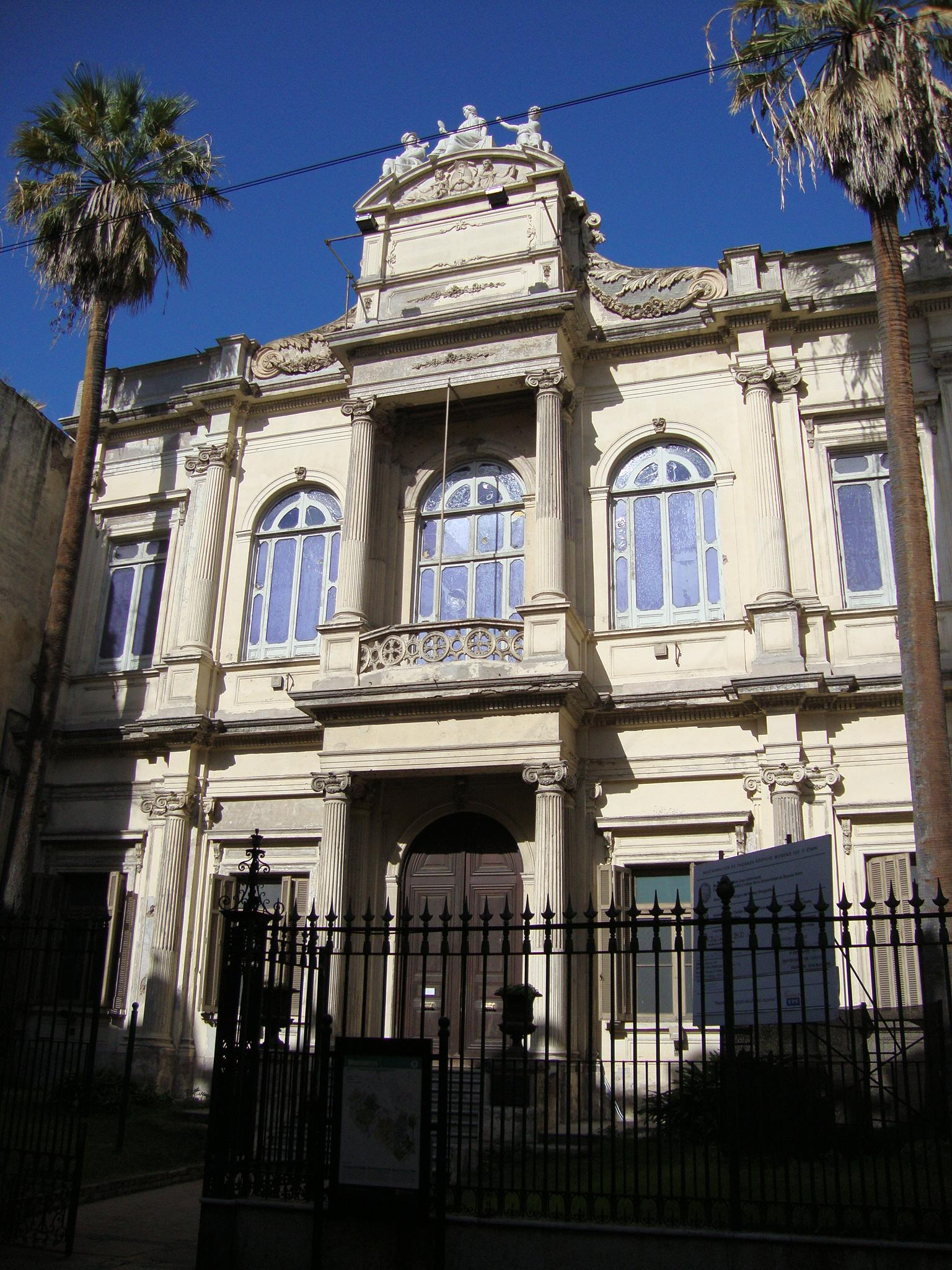
Етнографічний музей УБА

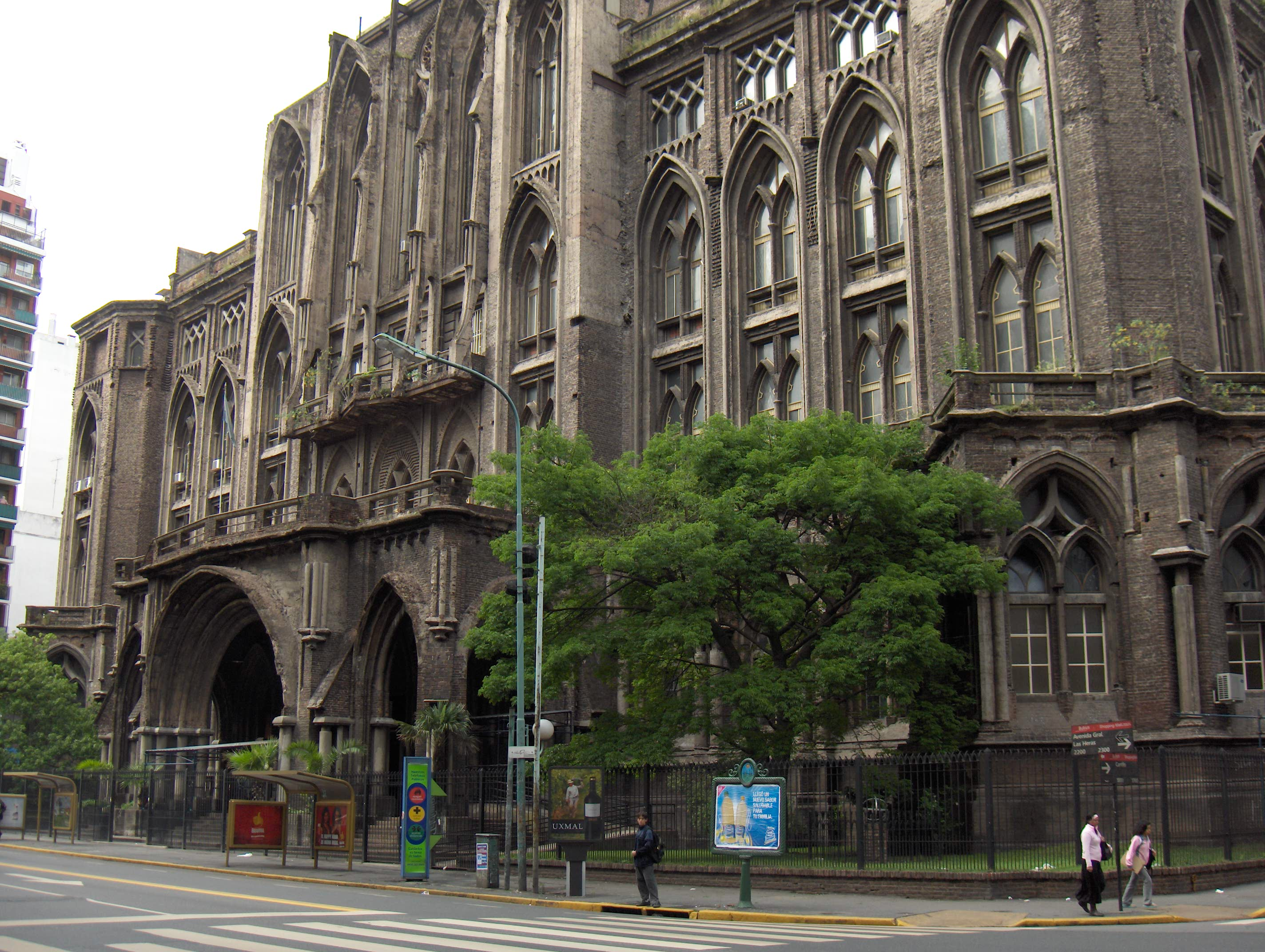
Факультет інженерії

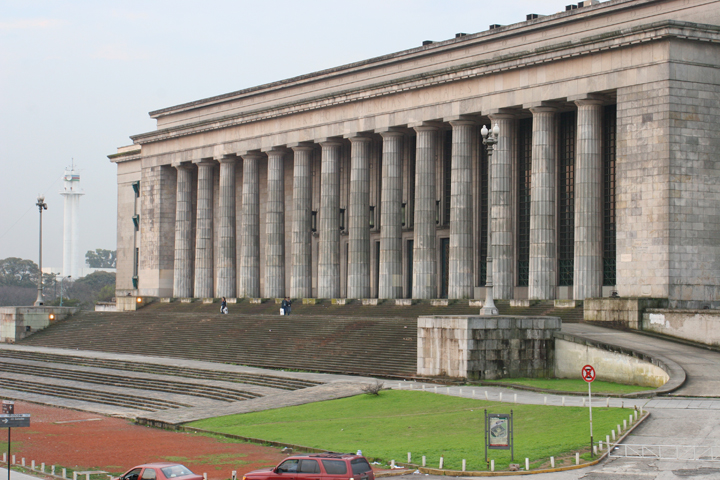
Факультет права

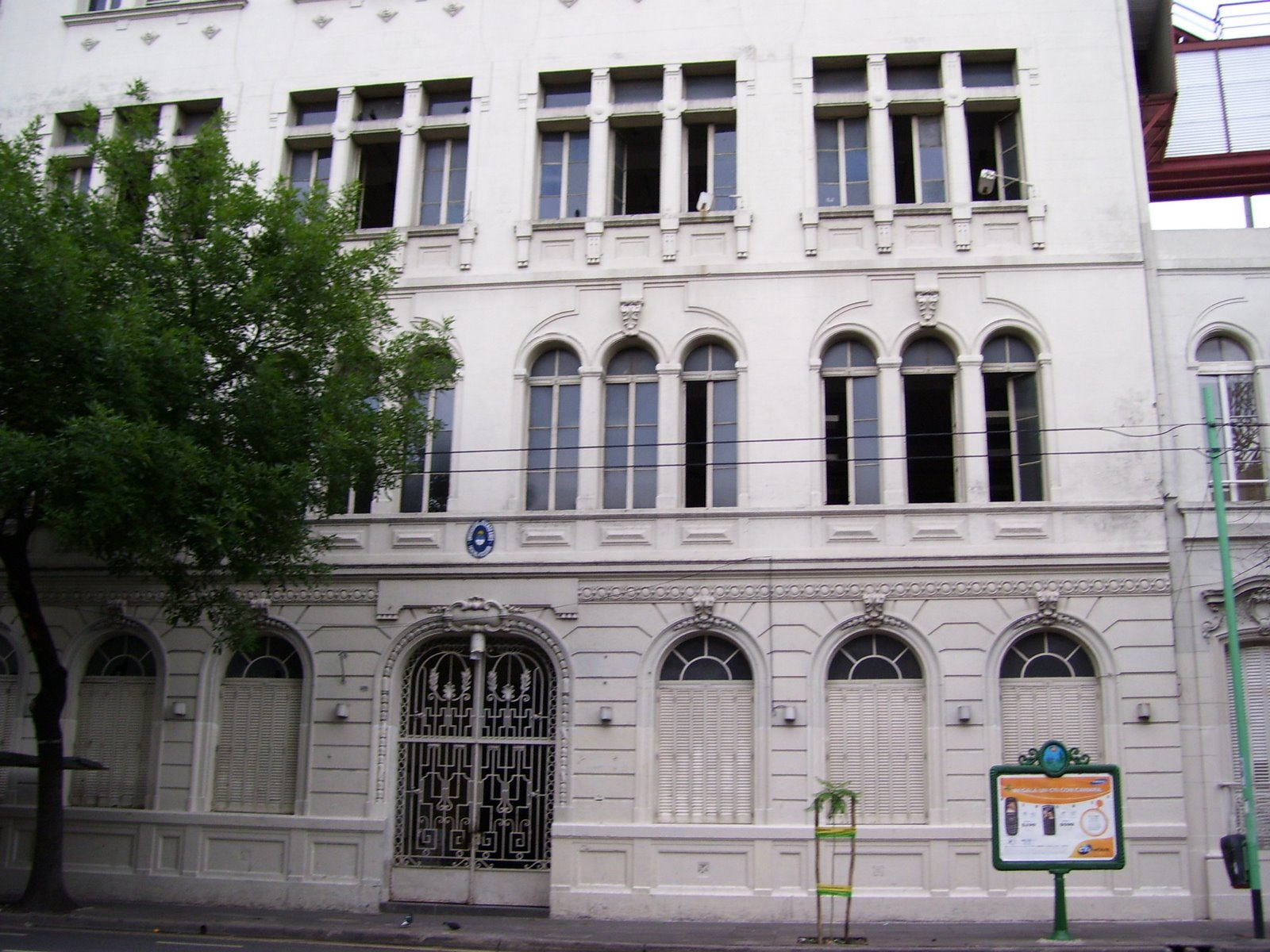
Факультет психології

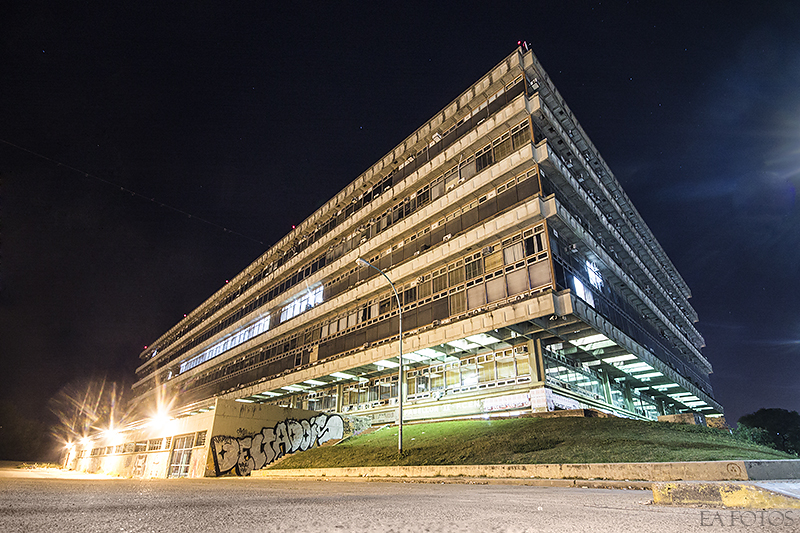
Факультет архітектури, дизайну й урбаністики

- Музей і центр історичних досліджень
- Музей науки і техніки
- Музей історії медицини і хірургії
- Музей історії науки і технології
- Музей експериментальної психології
- Археологічний музей
- Музей Пукара де Тілкара
- Музей макетів
- Музей зовнішнього боргу

### Відділення
Університет Буенос-Айреса має 15 відділень (зокрема 9 регіональних), метою яких є децентралізація і збільшення присутності університету. Серед них:
- 2 ректорати (Буенос-Айрес)
- університетське містечко (Буенос-Айрес)
- Південний регіональний університетський центр (Авельянеда)
- Північний регіональний університетський центр (Сан-Ісідро)
- Булнес (Буенос-Айрес)
- Пуан, факультет філософії і гуманітарних наук (Буенос-Айрес)
- Головний регіональний університетський центр (Буенос-Айрес)
- регіональний університетський центр Саладільйо (Саладільйо)
- регіональний університетський центр Белен-де-Ескобар (Белен-де-Ескобар)
- регіональний університетський центр Сатурніно-Унсуе (Мерседес)
- регіональний університетський центр Барадеро (Барадеро)
- регіональний університетський центр Морено (Морено)
- регіональний університетський центр Сан-Мігель (Сан-Мігель)
- регіональний університетський центр Брагадо (Брагадо)

## Відомі випускники
- Ернесто Че Гевара (1928—1967) — латиноамериканський революціонер, один з головних лідерів Кубинської революції 1959 року.
- Хуліо Кортасар (1914—1984) — аргентинський письменник і поет, представник «магічного реалізму».
- Бернардо Альберто Усай (1887—1971) — аргентинський фізіолог, що отримав Нобелівську премію з фізіології і медицини 1947 року.
- Луїс Федеріко Лелуар (1906—1987) — аргентинський біохімік, лауреат Нобелівської премії з хімії 1970 року.
- Сезар Мільштейн (1927—2002) — аргентинсько-британський вчений імунолог, лауреат Нобелівської премії з фізіології і медицини 1984 року.
- Алісія Дікенштейн (нар. 1955) — аргентинська математикиня.